# Municipio de Tunkhannock (condado de Wyoming)
El municipio de Tunkhannock (en inglés: Tunkhannock Township) es un municipio ubicado en el condado de Wyoming en el estado estadounidense de Pensilvania. En el año 2000 tenía una población de 4.298 habitantes y una densidad poblacional de 53 personas por km².

## Geografía
El municipio de Tunkhannock se encuentra ubicado en las coordenadas 41°33′00″N 75°51′59″O / 41.55000, -75.86639.

## Demografía
Según la Oficina del Censo en 2000 los ingresos medios por hogar en la localidad eran de $38,974 y los ingresos medios por familia eran $42,459. Los hombres tenían unos ingresos medios de $35,871 frente a los $25,398 para las mujeres. La renta per cápita para la localidad era de $18,384. Alrededor del 9,1% de la población estaban por debajo del umbral de pobreza.